# Lloyd Trotman

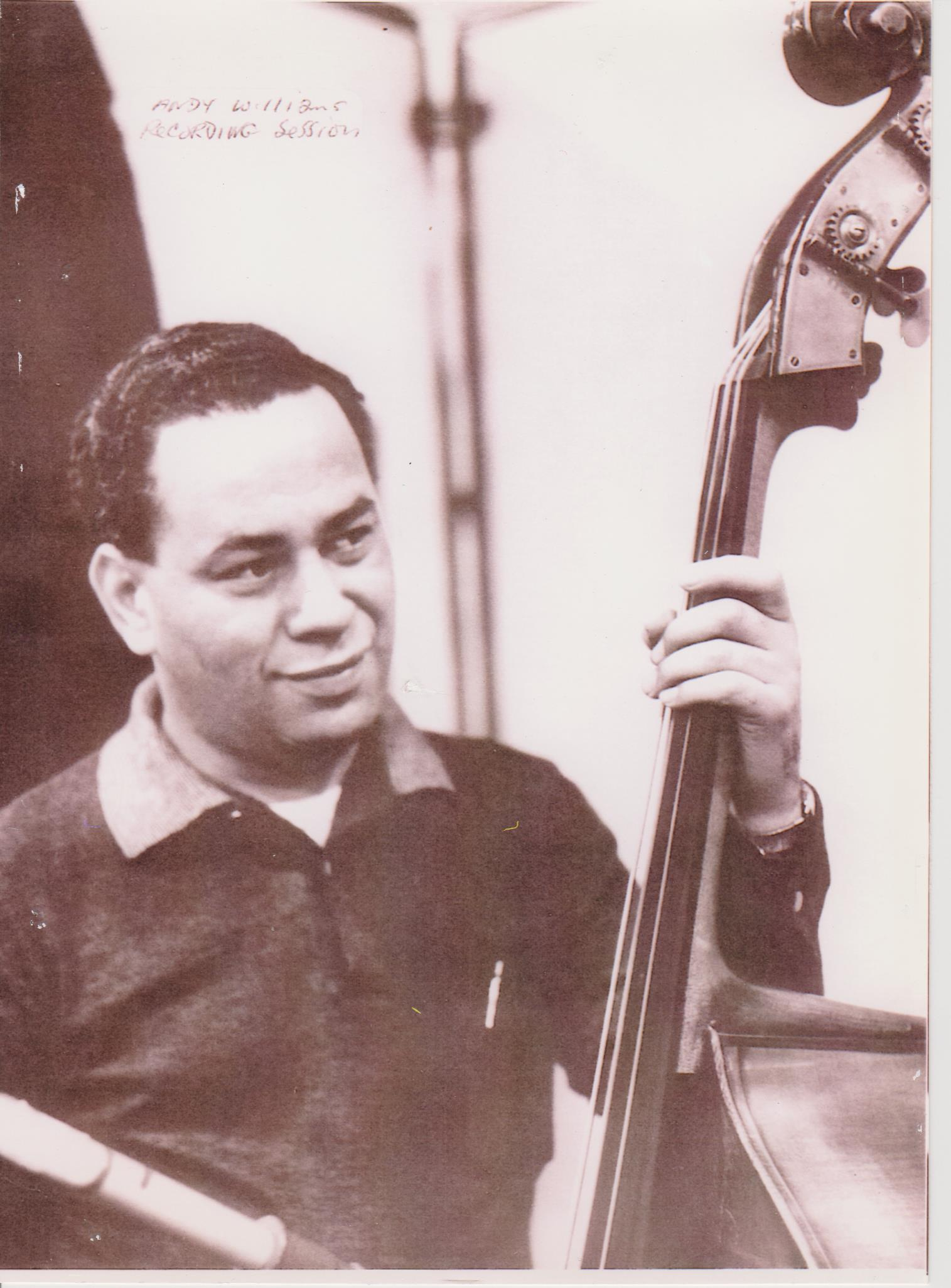

Lloyd Nelson Trotman (* 25. Mai 1923 in Boston; † 3. Oktober 2007 in New York City) war ein US-amerikanischer Rhythm-and-Blues-, Jazz- und Studiomusiker (Kontrabass).

## Leben und Wirken
Lloyd Trotman begann seine Karriere als Musiker in Bostons Stadtteil South End und studierte Kontrabass am New England Conservatory of Music. 1941 tourte er mit Blanche Calloway, 1945 zog er nach New York, wo er in den Jazzclubs der 52nd Street arbeitete. Seit dieser Zeit spielte er u. a. in den Bands von Jerry Wald (mit dem 1942 erste Aufnahmen entstanden), Billie Holiday, Stuff Smith, Eddie Heywood, Hazel Scott, Duke Ellington, Boyd Raeburn und Johnny Hodges („The Jeep is Jumpin’“). In den 1950er-Jahren arbeitete er als Studiomusiker im Umfeld des Rhythm and Blues u. a. für Atlantic Records und als Theatermusiker, u. a. bei Alan Freeds Rock ’n’ Roll Orchestra, Della Reese und Dinah Washington, ferner bei Lucky Millinder (1952), Ray Charles (1953), Big Joe Turner (1956–58, u. a. zu hören auf Shake, Rattle and Roll).
Trotman wirkte 1961 bei Ben E. Kings Hit Stand By Me mit; außerdem ist er bei Aufnahmen von Oscar Pettiford (1950), Bud Powell/Art Blakey (Thou Swell, 1955) und Red Allen (1957) zu hören. Mit Allen trat er 1959 auf dem Newport Jazz Festival auf. Daneben war er als Komponist aktiv und nahm unter eigenem Namen mit seinem Lloyd Trotman Trio für die Labels Tuxedo (The Man I Love, 1954) und Brunswick Records auf (Trottin’ In, 1959). Im Bereich des Jazz und des R&B war er zwischen 1942 und 1967 an 123 Aufnahmesessions beteiligt, außer dem Genannten auch mit Cousin Joe/Leonard Feather, Al Sears (Castle Rock), Sonny Thompson, Bull Moose Jackson, LaVern Baker, Ruth Brown, Al Hibbler, Big Maybelle, Woody Herman and His Orchestra, Milt Trenier, Lawrence Brown, Big John Greer, Sam „The Man“ Taylor, Varetta Dillard, Screamin’ Jay Hawkins, King Curtis, Ivory Joe Hunter, Chuck Willis, Budd Johnson, Don Redman, Jimmy Scott, Erskine Hawkins, Pat Thomas, Don Wilkerson und Memphis Slim. In seinen späteren Jahren trat er mit dem Pianisten Billy Rowland in einem Restaurant auf Long Island auf. Er lebte zuletzt in Huntington, New York.